# Cephalopholis hemistiktos
Espèce
Synonymes
- Serranus hemistiktos Ruppell, 1830

Statut de conservation UICN

 LC  : Préoccupation mineure
Cephalopholis hemistiktos est un poisson Perciformes de la mer rouge et du golfe persique.

## Référence
Rüppell, 1830 : Atlas zu der Reise im nördlichen Africa. Fische des Rothen Meeres. Frankfurt-am-Main. Atlas zu der Reise im nördlichen Africa. Fische des Rothen Meeres 3 pp 95-141.